# Energie Sport FC
Der Energie Sport FC, zwischenzeitlich auch Énergie de la SBEÉ FC ist ein beninischer Fußballverein aus Cotonou. Aktuell spielt der Verein in der ersten Liga. Hier tritt der Verein in der Zone B an.

## Geschichte
Der Verein spielte Ende der 1990er Jahre mehrere Jahre in der Benin Premier League. Durch den örtlichen Energie-Sponsor konnte der Klub eine schlagkräftige Truppe aufbauen und gewann 1997 den Benin Cup. Es sollte der einzige Titel bleiben. Zwischenzeitlich musste der Verein in die Benin Second Division absteigen, spielt aber aktuell wieder in der ersten Liga. Bisher konnte der Verein sich zweimal für den CAF Cup qualifizieren. Während sie 1998 klar in der ersten Spielrunde scheiterten, verzichteten sie ein Jahr später nach der Auslosung auf die Teilnahme.

## Erfolge
- Beninischer Pokalsieger: 1997

## Stadion
Seine Heimspiele trägt der Verein im Stade Dogbo aus.

## Trainerchronik
| Trainer          | Nation | von                | bis            |
| ---------------- | ------ | ------------------ | -------------- |
| Mathias Déguénon | Benin  | 15. September 2018 | 9. August 2020 |

## Statistik in den CAF-Wettbewerben
| Wettbewerb                 | Runde    | Gegner           | Hinspiel | Rückspiel |
| -------------------------- | -------- | ---------------- | -------- | --------- |
| CAF Cup 1998               | 1. Runde | SO Armée Abidjan | 0:3 (H)  | 1:5 (A)   |
| CAF Confederation Cup 2018 | Vorrunde | Hafia FC         | 1:0 (H)  | 1:1 (A)   |
|                            | 1. Runde | FC Enyimba       | 0:2 (H)  | 2:3 (A)   |

- 1999: Nach der Auslosung verzichtete der Verein auf seine Spiele gegen den CS Sfax.